# Manuel Namuncurá
Manuel Namuncurá (Araucanía, Chile—; h. 1811-San Ignacio, Territorio Nacional del Neuquén, Argentina; 31 de julio de 1908) fue un lonco mapuche, coronel del ejército argentino e hijo del célebre cacique Calfucurá. Era homónimo del hermano mayor de su padre, llamado Antonio Namuncurá. Su apellido, Namuncurá, proviene del mapudungun Namunkura, 'pie de piedra'; de namun, 'pie', y kura, 'piedra'.

## Biografía

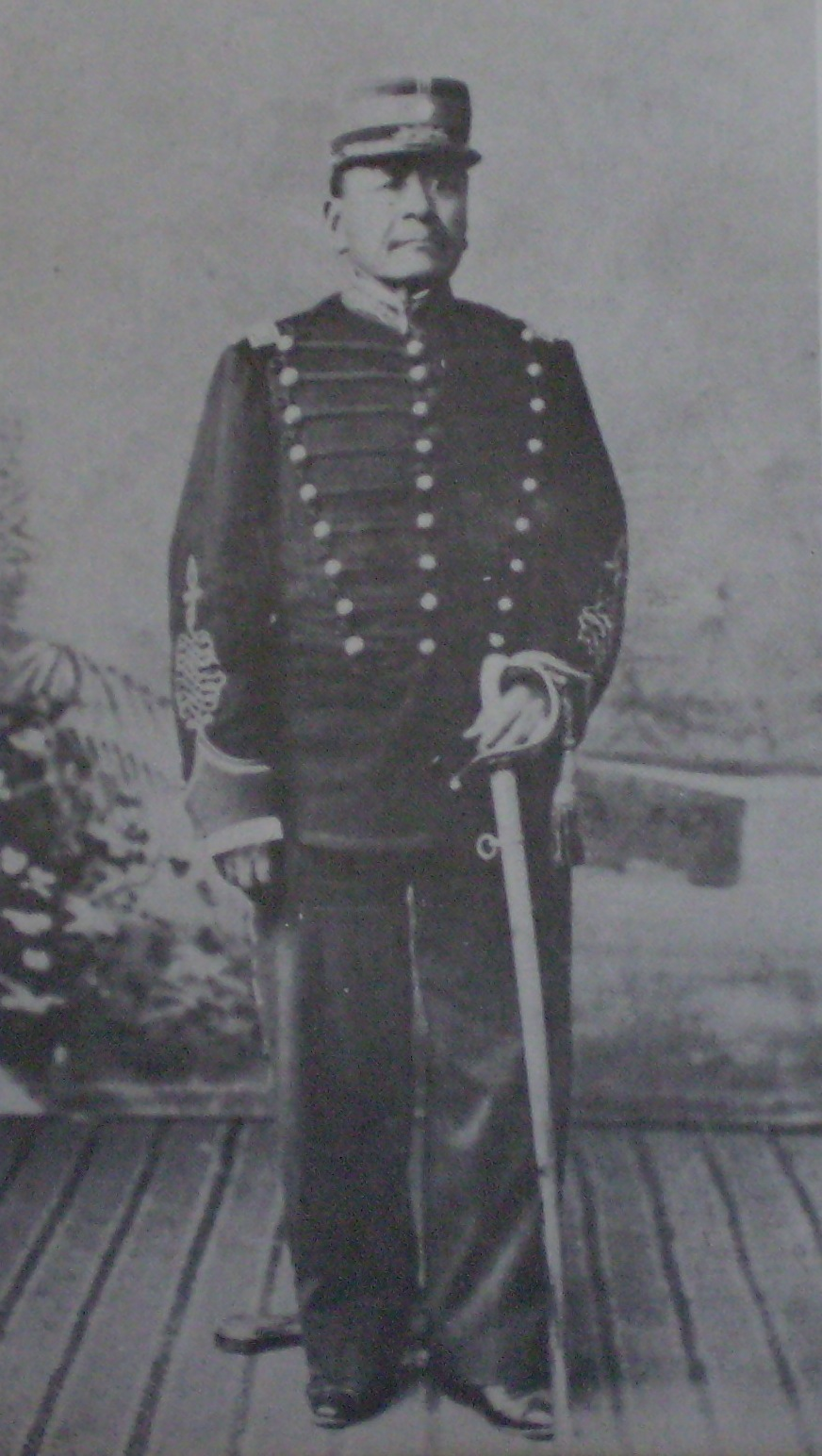
El Cacique Namuncurá con su uniforme de Oficial del Ejército Argentino

Su infancia transcurrió en la región del río Llaima, en los faldeos de los Andes. Viajó al actual territorio argentino en 1831, formando parte de la tribu llaimache, 'gente del río Llaima', junto con su padre, el cacique Calfucurá.
Ofició de embajador de su pueblo ante el Restaurador de las Leyes Juan Manuel de Rosas, con el que firmó tratados de paz.
Bautizado en la ciudad de Paraná, en la provincia de Entre Ríos, con el nombre cristiano de Manuel en 1854, se dice que su padrino fue Justo José de Urquiza. En esta misma ocasión juró lealtad y cumplimiento a la Constitución Argentina de 1853.
Heredó en realidad el mandato total de la Confederación de las Salinas Grandes en junio de 1873 al morir su padre. Comandó a los mapuches de la confederación y a ranqueles por varias localidades del centro de la provincia de Buenos Aires, las cuales fueron devastadas. En una de sus campañas, a finales de 1875, formada por 3500 a 4000 lanzas aportadas por él mismo, Catriel, Pincén, Baigorrita y su hermano Alvarito Reumay, fueron asoladas las estancias entre Tres Arroyos y Alvear, saqueando Tandil, Azul y Tapalqué. Tan solo en el primer pueblo mataron a 400 vecinos, tomaron cautivos otros 500 y robaron 300 000 cabezas de ganado.
La ascensión de Manuel Namuncurá a la jefatura de la tribu llalmache estuvo a punto de desencadenar una guerra civil. El legítimo sucesor de Calfucurá era su hijo mayor José Millaqueucurá (millá: oro; queu: parece, curá: piedra; piedra que es parecida al oro), calificado por el propio Estanislao Zeballos como un “pobre diablo”. Manuel debió competir también con su primo Bernardo Namuncurá.
El Gran Parlamento que se celebraba para elegir al jefe mapuche estaba presionado por unas 600 lanzas al mando de otro hermano de Manuel, Alvarito Reumay, no muy lejos de donde se celebraba el Parlamento, listo para intervenir en caso de que Manuel lo necesitara; Bernardo era apoyado por los caciques Catricurá, Carupán, Melicurá y Carumanqueucurá.
Ante la inminente guerra civil, los ancianos intervinieron y decidieron declarar incapaz a Millaqueucurá para ejercer el cacicazgo (Millaqueucurá moriría asesinado en 1879 por los soldados del coronel Levalle en las tolderías de Salinas Grandes en medio de una borrachera). Los ancianos designaron a un triunvirato constituido por Manuel y Bernardo Namuncurá y Alvarito Reumay. Ya para 1875, Manuel Namuncurá había desplazado a sus hermanos del poder.
Peleó contra las tropas del Ejército Argentino comandadas por Julio Argentino Roca en la Campaña del Desierto y resistió valientemente sus ataques. Durante un tiempo pudo escapar de las cacerías realizadas por el ejército nacional entre 1881 y 1884.
Ante la constante presión del avance militar hacia el Neuquén en 1882, envió parlamentarios para gestionar la paz con el gobierno nacional. Finalmente se rindió, a instancias del padre Domingo Melanesio (salesiano), el 21 de marzo de 1884, en Ñorquín, llegando a Bahía Blanca en el mes de junio. Solo estaban con él unos 300 guerreros hambrientos y desarmados. Desde allí se embarcó en el vapor “Pomona” con destino a Buenos Aires, acompañado de numerosa comitiva, con la intención de visitar a las autoridades del gobierno y gestionar la donación de tierras para su tribu. Estas visitas fueron repetidas con idéntico propósito en 1886, 1894 y 1897, consiguiendo finalmente del gobierno el otorgamiento de los campos de la colonia indígena de “San Ignacio” y el cargo de Coronel del Ejército Argentino, afirmando la paz e integración de hecho entre su tribu y los colonos, en la confluencia del arroyo San Ignacio con el río Aluminé (Neuquén), asentamiento definitivo de la tribu.
Se estableció posteriormente en Chimpay, provincia de Río Negro, y luego en San Ignacio (Neuquén), donde murió a los 97 años de edad. Fue enterrado en el cementerio de la colonia, pero en la actualidad se desconoce la ubicación exacta. En 1886, con la cautiva chilena Rosario Burgos, tuvo a su hijo Ceferino Namuncurá, fallecido en 1905 mientras estudiaba para ser sacerdote católico en Roma, y proclamado beato por la Iglesia católica el 11 de noviembre de 2007.